# Colonia General Heliodoro Castillo
Colonia General Heliodoro Castillo är en ort i Mexiko.   Den ligger i kommunen General Heliodoro Castillo och delstaten Guerrero, i den södra delen av landet, 230 km söder om huvudstaden Mexico City. Colonia General Heliodoro Castillo ligger 1 284 meter över havet och antalet invånare är 598.
Terrängen runt Colonia General Heliodoro Castillo är bergig österut, men västerut är den kuperad. Runt Colonia General Heliodoro Castillo är det ganska tätbefolkat, med 120 invånare per kvadratkilometer. Närmaste större samhälle är Izotepec, 9,0 km norr om Colonia General Heliodoro Castillo. I omgivningarna runt Colonia General Heliodoro Castillo växer huvudsakligen savannskog.